# Ricardo Serrano González
Ricardo Serrano González, también conocido como Richi Serrano, es un exciclista español nacido el 4 de agosto de 1978 en Valladolid (España).

## Biografía

### Debut
Debutó en 2003 en el equipo Labarca-2 - Cafés Baqué, que se estrenaba también ese año como equipo profesional. Serrano permaneció en el equipo dos temporadas, hasta que el equipo profesional desapareció por falta de patrocinadores.

### Progreso y estancamiento

#### Destacado en el Kaiku
Para 2005 fichó por el debutante equipo Kaiku, de categoría Continental Profesional (y por tanto, no ProTour, en el año en que se estrenaba dicha competición). Serrano fue uno de los ciclistas más destacados del equipo rosa merced a su actitud batalladora en la Vuelta al País Vasco, siendo décimo en la general de una carrera ProTour a la que su equipo acudió por una invitación de la organización.
En su primera temporada consiguió 33 top ten de los 50 días de competición que realizó.
En 2006 ganó la general de la Vuelta a La Rioja más una etapa, en lo que suponía el estreno de su palmarés como profesional. Sin embargo, el equipo no fue invitado este año tampoco a participar en la Vuelta a España, y debido a su insostenibilidad económica la formación rosa desapareció tras dos temporadas en el pelotón.
En su 2.ª temporada 35 puestos top ten de 55 días de competición.

#### Tinkoff, aventura sin resultados

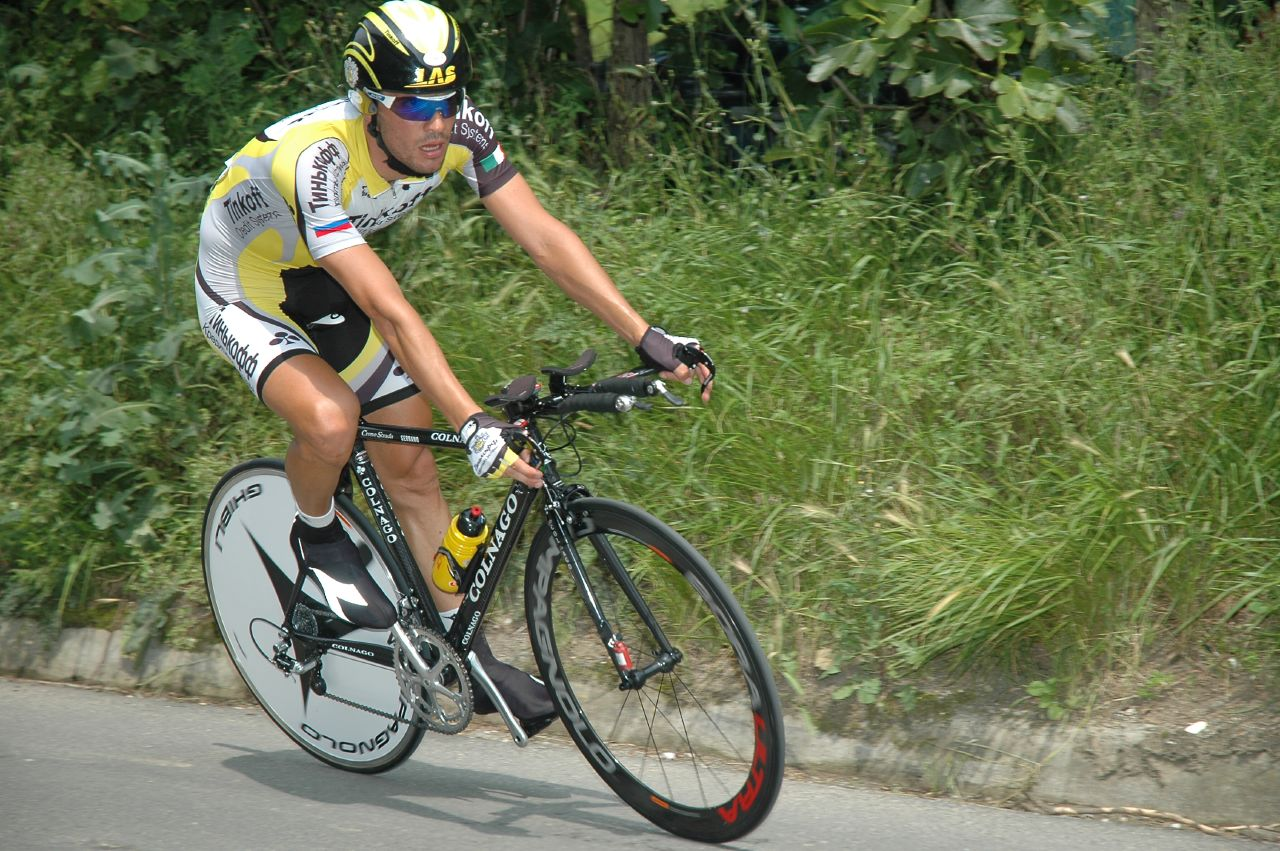
Serrano, con el maillot del Tinkoff en la Euskal Bizikleta 2007.

Para 2007 fichó por el equipo ruso Tinkoff Credit Systems, de categoría Continental Profesional. Ese año corrió por primera vez el Giro de Italia, pero tras la disputa de la Euskal Bizikleta estuvo durante más de un mes sin poder entrenar como consecuencia de una tendinitis. Durante su convalecencia, y al hilo de los escándalos de dopaje que se estaban produciendo en el Tour de Francia, pidió la unión de todo el ciclismo para evitar el dopaje.
En su primera temporada en Tinkoff consiguió ser 2° en la general del Tour del Mediterráneo, 3° Tou du Var, 7° Trofeo Leiguelia... 8° en la primera edición de la mítica carrera de sterrato La'eroica por destacar alguna.
Durante la Vuelta Andalucía en la penúltima etapa sufrió durante la crono una rotura del tendón del peroneo corto por el que estuvo casi 2 meses si poder entrenar y competir.
En sus dos temporadas en la formación (ya que permaneció en 2008) no logró ninguna victoria, y Serrano no fue incorporado al nuevo proyecto ruso para la siguiente temporada (rebautizado Katusha y con licencia ProTour).
En el final en Córdoba en la 3.ª etapa de la Vuelta España sufrió una caía en el que se rompió la clavícula y tuvo que abandonar la vuelta, el día anterior fue protagonista en el final de la etapa con llegada en Jaén intentando sorprender de lejos en los metros finales.

### Ingreso en el ProTour

#### Inicios convulsos y victoria

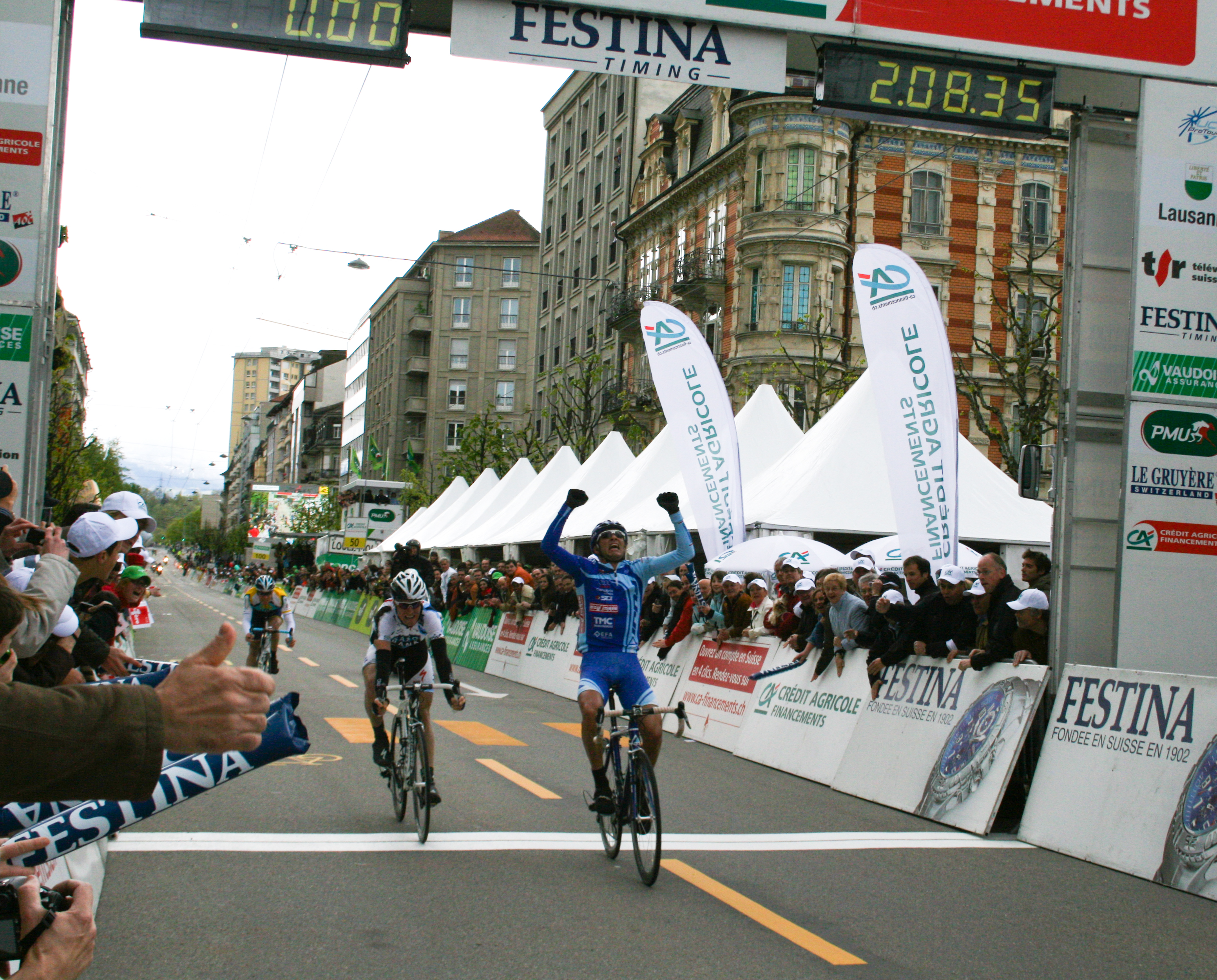
Serrano, imponiéndose en la primera etapa del Tour de Romandía 2009.

Para 2009 fichó por el Fuji-Servetto dirigido por Joxean Fernández "Matxín", estructura continuadora del Saunier Duval. Serrano pasaba así por primera vez a formar parte de un equipo de categoría ProTour, aunque este no podía participar en varias carreras importantes por el veto de los organizadores tras sus escándalos de dopaje de la temporada anterior.
Pese a este convulso inicio del equipo, Serrano ganó la primera etapa del Tour de Romandía al imponerse a sus compañeros de fuga, en lo que suponía su primera victoria en la élite del ciclismo profesional. Posteriormente corrió también el Giro de Italia, que no completó.

#### Sospechas de dopaje
El 17 de junio de 2009 la UCI publicó que Serrano era uno de los cinco ciclistas que había presentado valores anómalos en el análisis del pasaporte biológico (un proyecto antidopaje que desde octubre de 2007 recoge múltiples valores fisiológicos de los ciclistas a lo largo del año para detectar posibles casos de dopaje).
Aunque no se trataba de una situación de dopaje confirmado, la UCI (que anunció la apertura de un expediente disciplinario contra estos ciclistas) pidió a los equipos de los implicados responsabilidad para impedir que sean alineados en futuras carreras. Su equipo, el Fuji-Servetto, anunció que le suspendía temporalmente y recordó que dichos valores anómalos se habían registrado en la temporada anterior (2008), cuando el ciclista vallisoletano corría en el Tinkoff.
Serrano, dijo que con la decisión de suspenderle el Fuji-Servetto se había lavado las manos por sus acuerdos con la UCI, que no se explicaba nada, y que estudiaría emprender acciones legales contra la UCI,

#### Positivo por CERA
El 18 de julio de 2009, la UCI anunció el positivo por CERA de Serrano en control antidopaje realizado el 13 de junio de 2009, cuando estaba clasificado en último lugar en la Vuelta a Suiza. A falta de la realización del contraanálisis, la UCI manifestó que este hecho "añade evidencias a las irregularidades dadas a conocer en el mes de junio por la UCI sobre el pasaporte biológico de Ricardo Serrano".
El 17 de junio de 2010 la RFEC le sancionó con dos años de suspensión.

## Palmarés
2006
- Vuelta a La Rioja, más 1 etapa

2009
- 1 etapa del Tour de Romandía

## Resultados en Grandes Vueltas
| Carrera         | 2003 | 2004 | 2005 | 2006 | 2007  | 2008 | 2009 |
| --------------- | ---- | ---- | ---- | ---- | ----- | ---- | ---- |
| Giro de Italia  | -    | -    | -    | -    | 102.º | -    | Ab.  |
| Tour de Francia | -    | -    | -    | -    | -     | -    | -    |
| Vuelta a España | -    | Ab.  | -    | -    | -     | Ab.  | -    |

(-): indica que no participa.

(Ab.): indica que abandonó.

## Equipos
- Cafés Baqué (2003-2004)
- Kaiku (2005-2006)
- Tinkoff (2007-2008)
- Fuji-Servetto (2009)